# Neviusia alabamensis
Neviusia alabamensis es una especie de plantas de la familia de las rosáceas. Es originaria de Estados Unidos donde se encuentra en varios estados del sureste. Es una de las tres especies del género Neviusia y las demás son la especie endémica de California, Neviusia cliftonii , y la extinta especie Neviusia dunthornei.

## Taxonomía
Neviusia alabamensis fue descrita por Asa Gray y publicado en Memoirs of the American Academy of Arts and Science, new series 6(2): 374–376, pl. 30. 1858.